# Olympische Winterspiele 1952/Teilnehmer (Island)
| Gelbes Symbol für Goldmedaillen mit stilisierten Olympischen Ringen | Graues Symbol für Silbermedaillen mit stilisierten Olympischen Ringen | Braundes Symbol für Bronzemedaillen mit stilisierten Olympischen Ringen |
| ------------------------------------------------------------------- | --------------------------------------------------------------------- | ----------------------------------------------------------------------- |
| —                                                                   | —                                                                     | —                                                                       |

Island nahm an den Olympischen Winterspielen 1952 in der norwegischen Hauptstadt Oslo mit elf männlichen Athleten in drei Sportarten teil; niemals zuvor und danach gingen mehr Teilnehmer für das nordeuropäische Land an den Start.
Nach 1948 war es die zweite Teilnahme Islands bei Olympischen Winterspielen.

## Flaggenträger
Gísli Benóný Kristjánsson, der bei den Spielen jedoch in keiner Disziplin an den Start ging, trug die Flagge Islands während der Eröffnungsfeier im Bislett-Stadion.

## Liste der isländischen Teilnehmer
| Sportart                                                                                            | Sportler                                                              | Disziplin                  | Platz |
| --------------------------------------------------------------------------------------------------- | --------------------------------------------------------------------- | -------------------------- | ----- |
| Ski Alpin                                                                                           | Ásgeir Eyjólfsson                                                     | Abfahrt                    | 52    |
| Ski Alpin                                                                                           | Ásgeir Eyjólfsson                                                     | Riesenslalom               | 63    |
| Ski Alpin                                                                                           | Ásgeir Eyjólfsson                                                     | Slalom                     | 27 +  |
| Ski Alpin                                                                                           | Haukur Sigurðsson                                                     | Abfahrt                    | 49 +  |
| Ski Alpin                                                                                           | Haukur Sigurðsson                                                     | Riesenslalom               | 51 +  |
| Ski Alpin                                                                                           | Haukur Sigurðsson                                                     | Slalom                     | DNF   |
| Ski Alpin                                                                                           | Jón Karl Sigurðsson                                                   | Abfahrt                    | 54    |
| Ski Alpin                                                                                           | Jón Karl Sigurðsson                                                   | Riesenslalom               | 57    |
| Ski Alpin                                                                                           | Jón Karl Sigurðsson                                                   | Slalom                     | 40    |
| Ski Alpin                                                                                           | Stefán Kristjánsson                                                   | Abfahrt                    | 50    |
| Ski Alpin                                                                                           | Stefán Kristjánsson                                                   | Riesenslalom               | 68    |
| Ski Alpin                                                                                           | Stefán Kristjánsson                                                   | Slalom                     | 46    |
| Skilanglauf                                                                                         | Ebeneser Þórarinsson                                                  | 18 Kilometer               | 40    |
| Skilanglauf                                                                                         | Gunnar Pétursson                                                      | 18 Kilometer               | 32 +  |
| Skilanglauf                                                                                         | Ivar Stefánsson                                                       | 50 Kilometer               | 29 +  |
| Skilanglauf                                                                                         | Jón Kristjánsson                                                      | 18 Kilometer               | 45    |
| Skilanglauf                                                                                         | Jón Kristjánsson                                                      | 50 Kilometer               | 30    |
| Skilanglauf                                                                                         | Matthías Kristjánsson                                                 | 50 Kilometer               | 33    |
| Skilanglauf                                                                                         | Oddur Pétursson                                                       | 18 Kilometer               | 55    |
| Skilanglauf                                                                                         | Ebeneser Þórarinsson Ivar Stefánsson Jón Kristjánsson Oddur Pétursson | 4 × 10 Kilometer (Staffel) | 11    |
| Skispringen                                                                                         | Ari Friðbjörn Guðmundsson                                             | Normalschanze              | 35    |
| |                                                                       |                            |       |
| Nahmen an einer Disziplin mehrere Isländer teil, so ist die beste Platzierung mit + gekennzeichnet. |                                                                       |                            |       |